# Institut pour les droits de l'homme et le développement en Afrique
 (juin 2024).
L' Institut pour les droits de l'homme et le développement en Afrique ( IHRDA ) est une organisation non gouvernementale panafricaine dont le travail principal consiste à fournir des conseils juridiques bénévoles aux victimes de violations des droits de l'homme. Dans son mandat contentieux, l’IHRDA représente les victimes de violations des droits de l’homme devant les tribunaux nationaux et les instances régionales africaines des droits de l’homme.

## Histoire
L'Institut pour les droits de l'homme et le développement en Afrique a été fondé et établi en 1998 à Banjul, en Gambie, par deux avocats spécialisés dans les droits de l'homme, Julia Harrington et Alpha Fall, qui avaient travaillé pour le Secrétariat de la Commission africaine des droits de l'homme et des peuples.
Le mandat de l'IHRDA est d'accroître l'efficacité et l'accessibilité des mécanismes de protection des droits de l'homme de l'Union africaine, car le défi le plus critique pour l'efficacité du système africain des droits de l'homme est le manque de connaissance de ses procédures. IHRDA s'est engagé à promouvoir le respect des droits de l'homme sur le continent en renforçant les institutions des droits de l'homme en Afrique, en garantissant le respect des normes existantes et en rendant le système largement accessible aux victimes de violations des droits de l'homme et aux autres acteurs de la société civile.
Le 11 février 2008, l'IHRDA a célébré dix ans de défense des droits de l'homme en Afrique. Tout au long de l'année, toutes les publications de l'IHRDA ont été marquées d'une bannière spéciale pour le dixième anniversaire.

## Travail
Pour réaliser son mandat, IHRDA utilise son expertise particulière dans l’application du droit africain des droits de l’homme pour :
- Former la communauté des ONG et d'autres militants et travailleurs des droits de l'homme sur la manière d'enquêter, de préparer et de présenter des cas de violations des droits de l'homme devant les organes conventionnels africains des droits de l'homme ;
- Former les acteurs étatiques impliqués dans la protection et la promotion des droits de l’homme en Afrique ;
- Servir de conseil bénévole aux individus et aux ONG plaidant leurs affaires contre les États parties devant les organes conventionnels africains des droits de l'homme ;
- Rechercher les domaines émergents du droit des droits de l'homme et du développement en Afrique pour publication et diffusion ;
- Réseauter et collaborer avec d'autres ONG de défense des droits de l'homme et des organes conventionnels africains des droits de l'homme pour la promotion et la protection des droits de l'homme en Afrique ;
- Plaider en faveur de réformes juridiques dans les domaines des droits de l’homme aux niveaux national et continental en Afrique.

### Affaires et travail juridique
IHRDA s'engage auprès des acteurs nationaux dans divers pays par le biais du renforcement des capacités et de l'établissement de dossiers, et fournit des conseils juridiques bénévoles aux victimes de violations des droits humains. En engageant des poursuites au nom des victimes de violations des droits de l'homme, l'IHRDA vise à accroître l'application et le respect des instruments africains des droits de l'homme afin d'apporter des recours efficaces à ces victimes.
IHRDA continue de mettre l'accent sur la protection des droits des femmes et des enfants, le droit à un procès équitable, le droit à la vie, la liberté d'expression, les droits des réfugiés et des migrants, l'absence de discrimination et de torture, ainsi que les droits socio-économiques et les droits de transition. justice. Cependant, l’IHRDA continue de prêter attention aux diverses questions émergentes et pertinentes sur le continent africain.

### Dissémination d'information
IHRDA gère l'Analyseur de jurisprudence en matière de droits de l'homme en Afrique (le CLA), qui est la première et la plus complète collection en ligne de législations et de décisions d'organismes régionaux et sous-régionaux africains de protection des droits de l'homme en trois langues (anglais, français et portugais). ).
En 2016, IHRDA a lancé une base de données en ligne  de ressources juridiques (lois et jugements de tribunaux en anglais et en français) liées aux violences sexuelles et basées sur le genre dans les pays africains ; il couvre actuellement cinq pays. Des efforts sont en cours pour étendre la base de données afin de couvrir d'autres pays.

## Conseil
Le conseil d'administration est responsable de l'élaboration des politiques et de la gestion générale de l'IHRDA. Les membres du Conseil sont nommés sur la base de leur expertise et de leur expérience en matière de droit international des droits de l'homme et de leur intérêt pour les droits de l'homme et le développement en Afrique.

## Les partenaires
IHRDA travaille avec différentes organisations  actives dans divers pays africains et impliquées dans la protection et la promotion des droits de l'homme à travers le système africain des droits de l'homme. Ensemble, ils visent à former les défenseurs des droits de l'homme aux procédures de plainte du système africain des droits de l'homme, à définir des cas et à représenter leurs clients dans des litiges stratégiques en matière de droits de l'homme d'intérêt public.